# 웨스트모얼랜드군 (코네티컷주)
웨스트모얼랜드군 또는 웨스트모얼랜드 카운티(Westmoreland County)는 미국 코네티컷주에 위치한 과거의 군이다. 1776년 10월 설립되었다. 펜실베이니아주의 웨스트모얼랜드군과는 관련이 없다.